# Ursula l'anti-gang
Pour plus de détails, voir Fiche technique et Distribution.
Ursula l'anti-gang ou Les aventures d'une air-hôtesse (Colpo in canna) est un film policier réalisé par Fernando Di Leo, sorti en 1975, avec Ursula Andress, Woody Strode, Marc Porel, Isabella Biagini, Lino Banfi et Aldo Giuffré dans les rôles principaux.

## Synopsis
Lors d'une escale à Naples, Nora Green (Ursula Andress), une hôtesse de l'air américaine, se voit charger de remettre à Silvera (Woody Strode) une lettre de la part d'un mystérieux inconnu qui se fait appeler l'Américain. Or Silvera est engagé dans une lutte pour le contrôle de la ville avec Don Calò (Aldo Giuffré) dans laquelle Nora se retrouve impliquée malgré elle.

## Fiche technique
- Titre : Ursula l'anti-gang
- Titre original : Colpo in canna
- Réalisation : Fernando Di Leo
- Assistant réalisateur : Franco Lo Cascio
- Scénario : Fernando Di Leo et Enzo Dell'Aquila
- Photographie : Roberto Gerardi
- Musique : Luis Bacalov
- Montage : Amedeo Giomini
- Décors : Francesco Cuppini
- Costumes : Gaia Romanini
- Production : Armando Novelli
- Société(s) de production : Cineproduzioni Daunia 70
- Pays d'origine :  Italie
- Genre : Néo-polar italien, comédie
- Durée : 97 minutes
- Dates de sortie :
  - Italie : 18 janvier 1975
  - France : 19 janvier 1977

## Distribution
- Ursula Andress : Nora Green
- Woody Strode : Silvera
- Marc Porel : Manuel
- Isabella Biagini : Rosy
- Lino Banfi : commissaire Calogero
- Aldo Giuffré : Don Calò
- Maurizio Arena: le père Best
- Rosario Borelli (it) : un homme de main de Silvera
- Carla Brait (it) : Carmen, une collègue à Nora
- Renato Baldini : un trafiquant
- Sergio Ammirata (it) : le vice-commissaire Ammirata
- Jimmy il Fenomeno : Tano
- Loris Bazzocchi (it) : le garde du corps de Nora
- Roberto Dell'Acqua : Zanzara
- Gino Milli (it) : l'homme de main de Don Calò
- Salvatore Billa (it) : un homme de main de Silvera
- Omero Capanna (it) : un homme de main de Silvera

Et, parmi les acteurs et actrices non crédités :
- Artemio Antonini
- Armando Bottin
- Carla Mancini
- Gilberto Galimberti (de)
- Ettore Geri (it)
- Emilio Messina (fi)
- Roberto Messina (it)
- Nello Pazzafini
- Osiride Pevarello (it)
- Renzo Pevarello
- Romano Puppo
- Sandro Scarchilli (en)
- Franco Ukmar (de)